# Mother Ghost
Mother Ghost es una película estadounidense de comedia y drama de 2002, dirigida por Rich Thorne, escrita por Mark Thompson, musicalizada por Marc Bonilla, en la fotografía estuvo Tony Cutrono y los protagonistas son Mark Thompson, Kevin Pollak y Dana Delany, entre otros. El filme fue realizado por Broad Reach Properties, It’s An Us Thing Productions Inc. y It’s a You and Me Thing Productions; se estrenó el 8 de agosto de 2002.

## Sinopsis
La madre de Keith Bennet murió hace un año, él ha seguido adelante con sus cosas, pero una mañana encuentra las alhajas de su madre en el lavamanos. Las mismas joyas que tenía al momento de ser sepultada. Keith le dice lo sucedido a su mujer, Karen. Ella ve que su relación no anda muy bien y él cree que ve cosas que no existen, si la situación no mejora, ella se irá con su único hijo. Entonces, Keith se contacta con un psiquiatra para que lo ayude, luego se siente renovado, toma otra actitud. Aunque no sabe bien si esas experiencias que vive son reales o solo están en su mente.